# 华山石头花
华山石头花（学名：Gypsophila huashanensis），又名华山石头竹，为石竹科石头花属下的一个种，为中国的特有植物。分布在中国大陆的陕西等地，生长于海拔660米至2,600米的地区，常生于山坡石缝、山谷石滩以及路旁草地。

## 扩展阅读
- 維基物種上的相關：华山石头花